# Färlövstenen
Färlövstenen är en runsten i gnejs som upptäcktes 1997.  Stenen är 284 cm lång, 95 cm bred och 54 cm tjock och upptäcktes i samband med en alléplantering vid landsvägen till Kristianstad cirka 300 meter söder om Färlövs kyrka. Runstenen togs ganska omgående in för restaurering då den var skadad. Den står nu rest nära fyndplatsen, som även är den ursprungliga platsen för stenen i anslutning till ett gravfält som vid undersökningar 1996 och 1997 daterats kring 700-talet till 900-talet, men det finns även gravar från 200-talet på fältet. Inskriften dateras av runologiska skäl till 800-talet, och till tiden precis efter övergången från den 24-typiga futharken till den yngre 16-typiga. 
Runinskriften är mycket skadad. Den är 107 cm lång och består av 19 mer eller mindre urskiljbara runor. Endast 10 runor har identifierats. Så långt inskriften kan tydas lyder den: 
Translitterering av runraden:
§A (-)---(i)(u)-uiAA---Ar-rm 
§B : t : t : t :

Ingen tolkning av inskriften har gjorts.